# Dictatuur
Een dictatuur of alleenheerschappij is een regeringsvorm waarin alle macht (het machtsmonopolie) bij één persoon (een dictator) of bij een kleine groep mensen, bijvoorbeeld een politieke partij, junta of familie, berust.

## Kenmerken
Een precieze omlijning van het begrip dictatuur is lastig te geven. Een kenmerk dat in vrijwel alle definities terugkomt, is het ondemocratische karakter van dictaturen. Gebruikelijk is dat de scheiding der machten, de scheiding van de wetgevende macht, de uitvoerende macht en de rechterlijke macht, niet of onvoldoende aanwezig is en dat de overheid of de betreffende machthebber (dictator) zelf niet (geheel) onderworpen is aan het recht. Mensenrechten hebben er vaak geen, nauwelijks of hooguit slechts propagandistische betekenis.
In de klassieke oudheid werd onder meer door de Griekse filosoof Aristoteles nagedacht over de diverse staatsvormen. Hij hanteerde daarbij in zijn werk Politika een classificatie die berustte op twee criteria: het aantal personen dat de hoogste staatsmacht uitoefent en het doel waarmee dat gebeurt: uit eigenbelang of om de gemeenschap te dienen. In zijn voorstelling van zaken was de monarchie een zuivere vorm van alleenheerschappij en de dictatuur een geperverteerde vorm. De Griekse term tyrannos voor alleenheerser leeft thans nog voort in de specifieke betekenis van een wrede heerser (tiran, tirannie)
Regeringen in een dictatuur regeren veelal zonder democratisch mandaat (zonder verkiezingen) en vaak gaat hun regeringswijze ook in tegen de constitutie van het land. Er zijn dictaturen die via propaganda en populisme een brede steun onder de bevolking weten te winnen.
De meeste dictaturen zijn gevestigd in landen waar  voorheen nooit een democratische traditie aanwezig was. Veel hedendaagse dictaturen waren voorheen absolutistische koninkrijken. Het blijkt bijzonder moeilijk te zijn om in deze landen een functionerend democratisch bestel 'van bovenaf' op te leggen zoals in Irak en Afghanistan bleek na de verdrijving van de dictaturen van Saddam Hoessein en de Taliban. Er zijn ook succesvollere machtswisselingen zoals in Japan en Duitsland, landen die voorheen een dictatuur waren, maar die sinds 1945 worden beschouwd als volwaardige democratieën.
In de meeste dictaturen is sprake van systematische onderdrukking van tegenstanders van het regime en andere andersdenkenden, bijvoorbeeld door ze gevangen te nemen of zelfs te vermoorden. Van persvrijheid is geen sprake. Een onafhankelijke rechtspraak waarop men een beroep kan doen is misschien in theorie (nog) aanwezig maar in de praktijk is ze uitgeschakeld en ondergeschikt aan de wil van de dictator. Een dictatuur wordt meestal geassocieerd met zelfverrijking en andere misstanden door de dictator en zijn getrouwen.
Vaak komen dictaturen tot stand door een militaire staatsgreep of een burgeroorlog. In sommige gevallen, zoals Adolf Hitler in nazi-Duitsland, kan een dictator via een democratisch proces aan de macht komen. Eenmaal aan de macht schakelde Hitler de democratische instituties geleidelijk uit. Het is verder niet ongebruikelijk dat dictators op papier de democratische instituties intact laten, maar deze in werkelijkheid uithollen door bijvoorbeeld verkiezingsfraude of door benoemingsprocedures zo te veranderen dat de onafhankelijke controle verdwijnt. Een derde kenmerk van de dictatuur is daarom de buitenwettelijkheid; een dictatuur is vaak niet gedefinieerd door de wet, maar bestaat slechts de facto, hoewel sommige dictators na hun greep naar de macht alsnog hun positie in een wettelijk kader gieten; dit komt vooral voor bij militaire dictaturen.
Een laatste opvallend kenmerk is dat dictaturen vaak problemen hebben met de opvolging. Daar de dictatuur in feite een irreguliere regeringsvorm is die sterk afhankelijk is van één persoon, zijn er maar weinig dictaturen die hun stichter lang overleven. Dictaturen waarin de opvolging is geïnstitutionaliseerd in bijvoorbeeld een eenheidspartij of waarin de dictator een familielid aanwijst als opvolger, hebben doorgaans de beste overlevingskansen. Veel dictators die hun macht lange tijd weten te handhaven geven, naast trouwe medestanders, hun eigen familieleden de meest belangrijke en lucratieve sleutelposities en bereiden een familielid, dikwijls een eigen zoon, voor op het later overnemen van de dictatuur. Zo wordt er dan een soort 'koninklijke dynastie' geïntroduceerd. Een bekend voorbeeld is Noord-Korea, waar de eerste dictator werd opgevolgd door zijn zoon en deze werd eveneens opgevolgd door zijn zoon. Overigens zijn veel oude aristocratische families in de Europese middeleeuwen ook zo begonnen, nadat een succesvolle voorouder de macht in een land kon grijpen en vasthouden.

### Etymologie en geschiedenis
'Dictatuur' komt van het Latijnse werkwoord dictare: vóórzeggen; dicteren; bevelen. In het oude Rome benoemde de Senaat soms in noodsituaties iemand tot "dictator". Een Romeinse dictator kon voor hoogstens zes maanden aanblijven. Tot zijn bevoegdheden behoorde ook het beschikken over leven en dood. Na maximaal zes maanden trad de dictator af en nam de Senaat de regeringsmacht weer in handen.
In de eerste eeuw voor Christus dwong Julius Caesar de Senaat hem tot 'dictator voor het leven' te benoemen. Zijn opvolger, zijn adoptiefzoon Augustus, droeg de familienaam 'Caesar' van zijn adoptievader, en werd daarmee de eerste 'keizer'. De familienaam 'Caesar' droeg Augustus vervolgens ook weer over op zijn opvolger, zijn adoptiefzoon Tiberius. 
Belangrijke aanspreektitels van de keizer waren princeps ('de eerste', waarvan 'prins') en imperator ('gebieder' = opperbevelhebber). De Romeinse keizer had absolute macht en leek hiermee op de moderne 'dictator', maar de Romeinen gebruikten deze term niet voor hun keizers.

## Soorten dictaturen
De dictatuur kent verscheidene varianten. Merk op dat de volgende varianten niet exclusief zijn, en dictaturen vaak tot meerdere van de hier onder genoemde varianten gerekend kunnen worden:

Lodewijk XIV, de Zonnekoning, definieerde het begrip absolute monarchie met zijn uitspraak L'état, c'est Moi, vertaald: De staat, dat ben Ik.

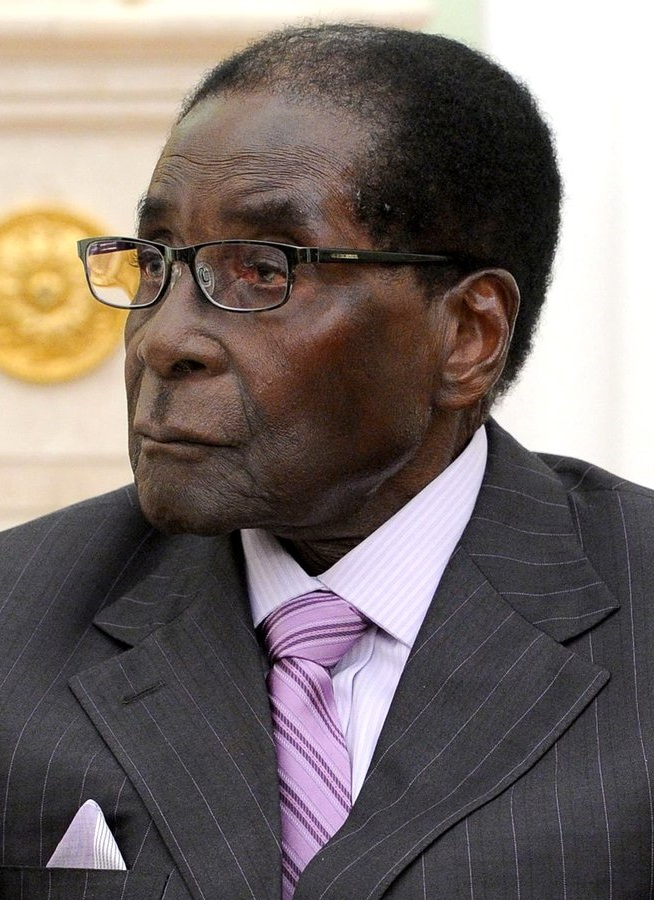
Robert Mugabe

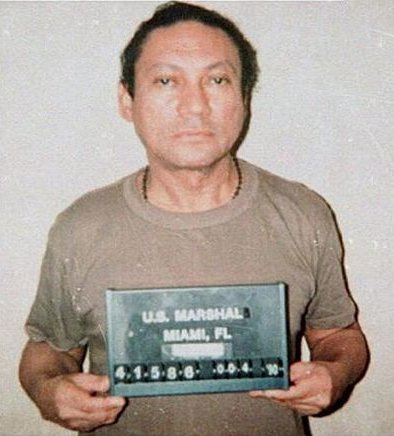
Manuel Noriega

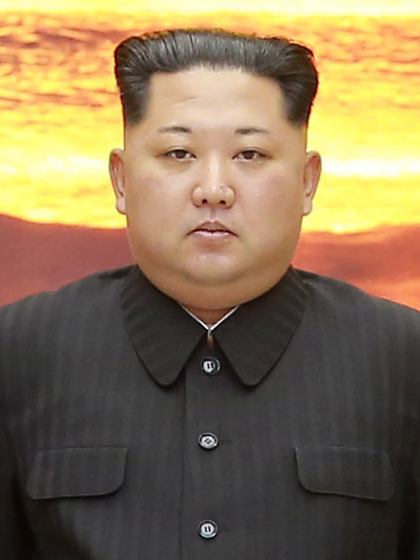
Kim Jong-un

| Soort                                              | Omschrijving | Voorbeelden |
| -------------------------------------------------- | --- | --- |
| Absolute monarchie                                 | Een monarch regeert zonder dat zijn macht op een of andere manier beperkt wordt, door bijvoorbeeld een grondwet of een parlement. Hoewel absolute monarchieën ondemocratisch zijn, worden ze niet door alle politicologen en historici als dictaturen gezien, daar zij in een verschillende traditie staan. | Saoedische dynastie (Saoedi-Arabië), Hassanal Bolkiah (Brunei) |
| Koninklijke dictatuur                              | Trend waarbij de koning, na een periode van relatieve vrijheid, alle macht opnieuw naar zich toetrok. | Een aantal Balkanlanden tijdens het Interbellum |
| Autocratie                                         | Alle macht ligt in handen van één persoon, die regeert zonder inmenging van anderen en niet gebonden is aan wetten. Pure autocratieën zijn zeldzaam in de moderne geschiedenis; een dictator is vrijwel altijd ten minste deels afhankelijk van anderen voor zijn machtsuitoefening. | François Duvalier (Haïti), Ferdinand Marcos (Filipijnen), Robert Mugabe (Zimbabwe) |
| Cesaristische dictatuur                            | Een dictatuur met een sterke persoonlijkheidscultus waarbij de dictator verheerlijkt wordt. Cesaristische dictaturen zijn vaak sterk populistisch. In dergelijke dictaturen is het vaak niet genoeg de regering niet tegen te werken, maar kunnen ook diegenen die de dictator niet enthousiast genoeg steunen vervolgd worden. In extreme vorm gaan cesaristische dictaturen vaak over in een totalitaire dictatuur.                                              | Juan Perón (Argentinië), Saparmurat Niazov (Turkmenistan) |
| Eenpartijstaat                                     | Een staatsvorm waarin één partij alle macht in handen heeft. Dit kan zijn omdat de grondwet andere partijen verbiedt, of omdat oppositiepartijen het werk onmogelijk wordt gemaakt. Vaak kennen eenpartijstaten verkiezingen waarbij men slechts op één kandidaat kan stemmen. | Communistische regeringen |
| Liberale, goedgunstige of reformistische dictatuur | Een regering die niet gekozen is, maar de vrijheden van de bevolking redelijk weet te respecteren of op een andere manier positieve zaken teweegbrengt. In de Spaanstalige wereld wordt een dergelijke dictatuur een dictablanda genoemd. Vaak zullen aanhangers van een dictator aangeven dat de dictator in kwestie in werkelijkheid een liberale dictator is, ook wanneer dat niet het geval is, waardoor dit een van de moeilijkst te definiëren varianten is. | Mustafa Kemal Atatürk (Turkije), Syngman Rhee (Zuid-Korea), António de Oliveira Salazar (Portugal), Josip Broz Tito (Joegoslavië), Lee Kuan Yew (Singapore), Gamal Abdel Nasser (Egypte) |
| Militaire dictatuur                                | Een dictatuur waarbij de macht in handen is van het leger, en waar de politiek het leger gehoorzaamt in plaats van andersom. | Kolonelsregime (Griekenland), Francisco Franco (Spanje), Augusto Pinochet (Chili), Birmese junta (Myanmar)                                                                               |
| Perfecte dictatuur                                 | Een dictatuur die een methode heeft gevonden om de opvolging te institutionaliseren of waarin regelmatig (niet-competitieve) verkiezingen plaatsvinden en daardoor democratisch overkomt. | Institutioneel Revolutionaire Partij (Mexico) |
| Regering onder een strongman                       | De officiële machthebber, die democratisch gekozen kan zijn, is afhankelijk van een 'sterke man' die achter de schermen de werkelijke macht in handen heeft. | Józef Piłsudski (Polen), Manuel Noriega (Panama) |
| Totalitaire dictatuur                              | Een dictatuur waarin de staat een sterke controle uitoefent op de samenleving en het persoonlijke leven van mensen controleert of poogt te controleren. | Jozef Stalin (Sovjet-Unie), Nazi-Duitsland, Mao Zedong (Volksrepubliek China), Noord-Korea, Assad-familie (Syrië)                                                                        |